# Tom Sawyer Island

Tom Sawyer Island est une île-attraction des parcs Disney située au milieu de la rivière Rivers of America située dans les pays de Frontierland (Westernland à Tokyo Disneyland).  L'île comporte plusieurs références au personnage de Mark Twain d'après la nouvelle Les Aventures de Tom Sawyer et d'autres éléments de la culture de l'ouest américain depuis les rives du Mississippi jusqu'aux limites de la conquête de l'ouest américain.

## Les attractions
Seuls les parcs Disneyland, Magic Kingdom et Tokyo Disneyland possèdent cette île-attraction. Elle a été remplacée à :
- Parc Disneyland par deux îles dont l'une constitue l'attraction Big Thunder Mountain
- Hong Kong Disneyland par l'attraction Jungle Cruise avec l'arbre de Tarzan's Treehouse

### Disneyland
L'île comprend le Fort Wilderness, un fort en rondin construit en hommage à la conquête de l'ouest et servant de zone de jeux pour les enfants. Elle n'est accessible que par des petites embarcations pilotées par les employés Disney. Lorsque les visiteurs de Disneyland embarquent sur le Sailing Ship Columbia ou le Mark Twain Riverboat qui tournent autour de l'île, ils pouvaient observer sur la pointe septentrionale un cabanon (inaccessible et invisible autrement) dont le toit brulait au passage du navire. Cet effet spécial fut retiré dans les années 1990 malgré les protestations.
L'attraction n'a pas vu beaucoup de changement depuis son ouverture. En 1992, la pointe sud de l'île fut transformée pour accueillir un spectacle pyrotechnique de 100 millions de $, Fantasmic! donné sur les rives des Rivers of America.
Depuis 2002, l'attraction a vu toutefois ses attractions changées afin de garantir plus de sécurité. Divers incidents avaient entaché l'histoire du parc principalement dus à la période de gestion de Paul Pressler. On pourra noter des fusils factices rouillés ou des pierres mobiles non entretenues.
- Ouverture : 16 juin 1956[2],[3]
- Rénovation : 1992
- Ticket requis : D
- Embarcation :
  - Type: Radeau
  - Capacité : 55 personnes
  - Nombre : 3 nommées Becky Thatcher, Injun Joe et Tom Sawyer.
  - Durée du trajet : 1,5 à 3 min
  - Départ des embarcations : au pied de Haunted Mansion
- Type d'attraction : zone de jeux et de découverte
- Situation : 33° 48′ 44″ N, 117° 55′ 17″ O

#### Description
L'arrivée sur l'île se fait par un ponton situé sur la pointe sud, sur la rive ouest. Le visiteur se retrouve face à l'imposante construction ajoutée en 1992 et servant de scène au spectacle Fantasmic!. Un chemin contourne la scène en longeant la rive tandis qu'un autre traverse l'île. Au centre de cette partie de l'île se trouve l'arbre de Tom (Tom Sawyer's Treehouse) juché sur la colline des Indiens (Indian Hill).
Au bout du chemin traversant l'île, sur la rive orientale et derrière le bâtiment se trouve le moulin à aube Old Mill avec à son pied le ponton de Tom (Tom's Landing). Juste au nord après avoir enjambé une rivière coulant depuis le sommet d'Indian Hill, un autre ponton serait celui servant à la pêche niché dans l'anse du poisson-chat (Catfish's Cove). À l'intérieur de l'île se cachent les cavernes Injun Joe's Cave.
En remontant encore les rives, le visiteur arrive dans l'anse du contrebandier (Smuggler's Cove). Il peut alors soit prendre le pont flottant (Pontoon Bridge) et couper vers le nord, soit emprunter un pont suspendu (Suspension Bridge) le menant vers Indian Hill et l'arbre de Tom, soit longer l'anse vers le nord.
En poursuivant vers le nord, le visiteur se retrouve au centre de l'île, une étroite zone rocheuse. Elle comporte plusieurs jeux : Castle Rock, Teeter-Tooter Rock un rocher instable, Ambush Rock, Castle Dungeon, Merry-Go-Round Rock, Pirate's Den.
Ensuite l'île s'élargit à nouveau. Un chemin à l'ouest mène au ponton de Huckleberry Finn (Huck's landing) puis au Fort Wilderness. Il contient quelques décors du Far West et l'une des tours abrite des faux fusils avec lesquels il était possible de tirer. Le fort a été fermé en 2001 pour des raisons de sécurité. Une fillette y avait perdu un doigt. 
L'autre chemin permet de rejoindre la sortie secrète du fort, condamnée avec le fort.
La partie la plus au nord de l'île n'est pas accessible et appartient aux indiens (un traité de paix en serait la cause). Une cabane en feu est mentionnée sur les plans et est visible depuis les bateaux naviguant sur la rivière. Le système d'incendie au propane a été lui aussi condamné en 2001.

### Magic Kingdom

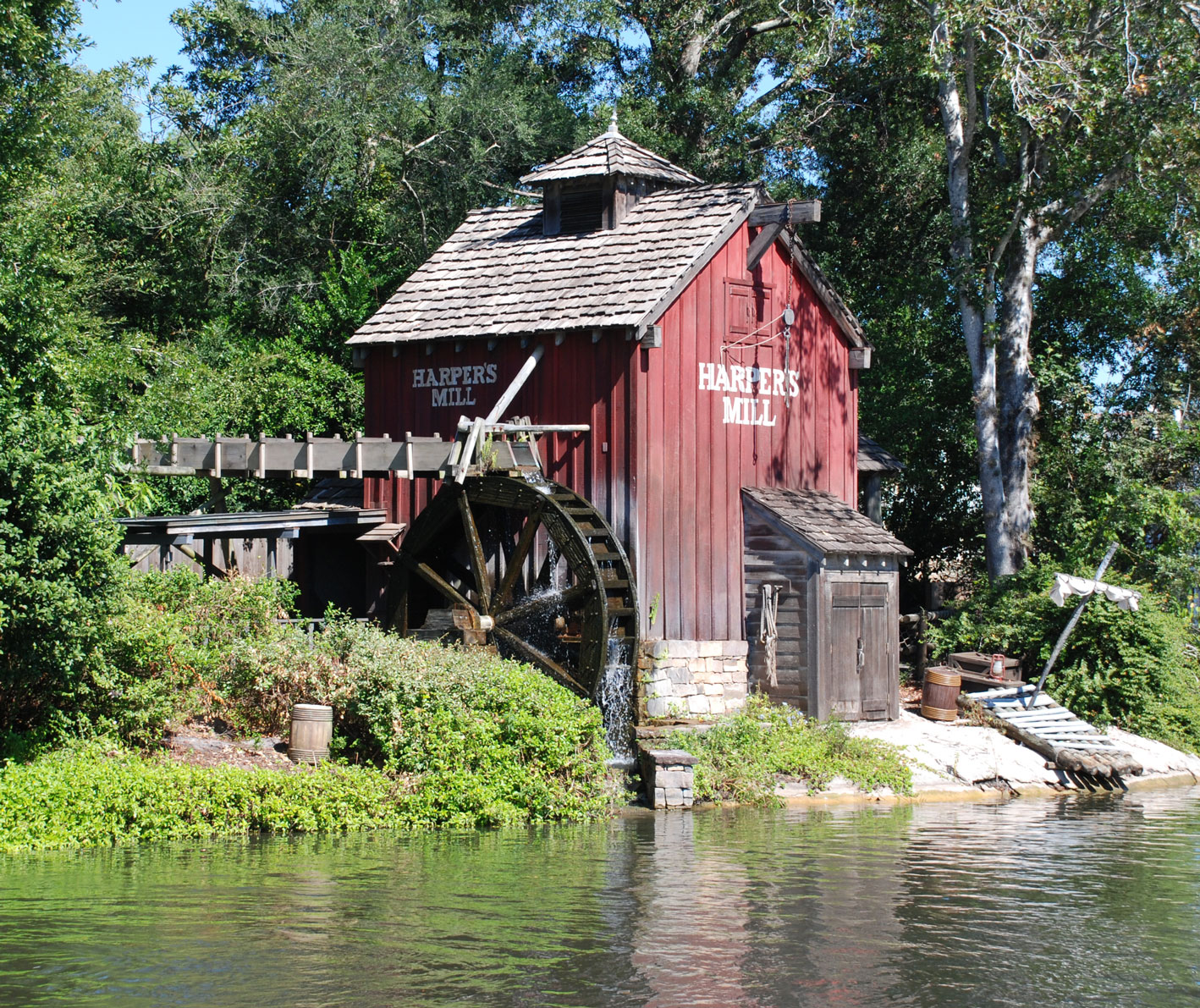
Le moulin d'Harper sur Tom Sawyer Island

À la différence de ses consœurs, l'île n'est pas d'un seul tenant, elle est constituée de deux îlots reliés par un pont flottant. Elle comprend elle aussi de nombreux lieux : des passages sombres, les cavernes Injun Joe's Cave, la vieille mine Magnetic Mystery Mine, un pont suspendu, un pont flottant, un point d'observation et le fort de rondin Fort Langhorn.
Ce fort était nommé Fort Sam Clemens jusqu'en 1997 lorsque le film de Disney Tom and Huck sorti en salle. Dans ce film le fort porte le nom de Fort Langhorn, et celui de l'île fut donc rebaptisé de la même manière, les deux noms sont inspirés du vrai nom de Mark Twain, Samuel Langhorn Clemens.
Un moulin a eau, situé sur la rive sud de l'île, face à Liberty Square, a été nommé Harper's Mill en hommage à Harper Goff.
- Ouverture : 20 mai 1973[3]
- Rénovation : 1996
- Ticket requis : B
- Embarcation :
  - Type: Radeau
  - Capacité : 70 personnes
  - Nombre : 3 nommées Becky Thatcher, Injun Joe et Tom Sawyer.
  - Durée du trajet : 1,5 à 3 min
  - Départ des embarcations : au pied de Big Thunder Mountain
- Type d'attraction : zone de jeux et de découverte
- Situation : 28° 25′ 11″ N, 81° 35′ 01″ O

### Tokyo Disneyland
À l'image de ces consœurs, elle comprend de nombreux lieux : une étroite zone rocheuse, les cavernes Injun Joe's Cave, l'anse Smuggler's Cove, l'arbre-cabane Tom Sawyer's Treehouse, un pont suspendu, un pont flottant, le moulin à eau Harper's Mill, le fort de rondin Fort Sam Clemens et un village indien.
L'île comprend un petit restaurant nommé The Canteen et situé près du fort.
- Ouverture : 15 avril 1983 (avec le parc)
- Ticket requis : B
- Embarcation :
  - Type: Radeau
  - Capacité : 55 personnes
  - Durée du trajet : 1,5 à 3 min
  - Départ des embarcations : au pied de Big Thunder Mountain
- Type d'attraction : zone de jeux et de découverte
- Situation : 35° 37′ 53″ N, 139° 53′ 01″ E

## Sources
- (en) Tom Sawyer Island sur AllEarsNet.com
- (en) Disneyland's Tom Sawyer Island sur MousePlanet
- (en) Magic Kingdom's Tom Sawyer Island sur MousePlanet
- (en) Tom's America According to Disney